# Jean Dominique Blanqui
Jean Dominique Blanqui (nascido em 23 de abril de 1757 em Drap e morreu em 31 de maio de 1832 em Paris) é um político francês, deputado da Convenção.

## Biografia

### Sob o Antigo Regime
Segundo ele, no Antigo Regime foi professor de matemática e física. Outros o chamam de fabricante de couro ou advogado. Ele foi dono de um terreno no condado de Nice.

### Sob aRevolução
Após a reunião de 23 de maio de 1792 do condado de Nice para a França, Jean-Dominique Blanqui foi eleito 23 de maio de 1793 Membro da Convenção para o departamento Alpes-Maritimes. Ele é um dos 75 signatários do protesto contra a proscrição dos girondinos, que motivou sua prisão em 3 de outubro de 1793. Ele é um dos "setenta e três" referidos pelo decreto da mesma data. Ele conta com certa auto-satisfação em A agonia de dez meses, amplificando-os, dos aborrecimentos de que é vítima durante seu encarceramento. Ele é solto em19 de outubro de 1794 após a queda de Robespierre e volta a fazer parte da Convenção.

### Sob o Diretório
Foi eleito para o Conselho dos Quinhentos para o departamento de Alpes-Maritimes.

### Sob o Consulado e o Primeiro Império
Sob o Consulado e o Primeiro Império, a favor do golpe de estado de 18 de Brumário, foi nomeado primeiro subprefeito de Puget-Théniers em 25 de abril de 1800 (5 Floreal do ano VIII). Ele deixou seu posto em junho de 1814 na primeira abdicação. Com o regresso de Napoleão  I, retomou o cargo de subprefeito em Marmande, durante os Cem Dias. Após a derrota em Waterloo, retornou à propriedade da família de Aunay-sous-Auneau, em Eure-et-Loir, que encontrou ocupada pelo pessoal de um regimento de hussardos prussianos.

### Sob aRestauração
A volta dos Bourbons impede que este ex-girondino encontre qualquer cargo público. Ele teve que se aposentar da vida política.
Ele morreu em Paris durante a segunda pandemia de cólera de 1832.